# Bellevue (Illinois)
Bellevue és una població dels Estats Units a l'estat d'Illinois. Segons el cens del 2000 tenia 1.887 habitants.

## Demografia
Segons el cens del 2000, Bellevue tenia 1.887 habitants, 741 habitatges, i 512 famílies. La densitat de població era de 433,7 habitants/km².
Dels 741 habitatges en un 36,3% hi vivien nens de menys de 18 anys, en un 47,8% hi vivien parelles casades, en un 16,2% dones solteres, i en un 30,9% no eren unitats familiars. En el 25,9% dels habitatges hi vivien persones soles el 9,7% de les quals corresponia a persones de 65 anys o més que vivien soles. El nombre mitjà de persones vivint en cada habitatge era de 2,55 i el nombre mitjà de persones que vivien en cada família era de 3,06.
Per edats la població es repartia de la següent manera: un 29,4% tenia menys de 18 anys, un 7,9% entre 18 i 24, un 31,2% entre 25 i 44, un 20,2% de 45 a 60 i un 11,3% 65 anys o més.
L'edat mediana era de 33 anys. Per cada 100 dones de 18 o més anys hi havia 91,5 homes.
La renda mediana per habitatge era de 31.098 $ i la renda mediana per família de 35.972 $. Els homes tenien una renda mediana de 31.875 $ mentre que les dones 20.396 $. La renda per capita de la població era de 14.228 $. Aproximadament el 9% de les famílies i el 10,9% de la població estaven per davall del llindar de pobresa.

## Poblacions properes
El següent diagrama mostra les poblacions més properes.